# 廣瀨叔功
廣瀨叔功（日语：／，1936年8月27日—），日本棒球選手，出生於廣島縣佐伯郡大野町（今廿日市市），曾經效力於日本職棒南海鷹等隊伍，於1977年退休，生涯通算131支全壘打。